# Волфенбител
Волфенбител (њем. Wolfenbüttel) град је у њемачкој савезној држави Доња Саксонија. Једно је од 37 општинских средишта округа Волфенбител. Према процјени из 2010. у граду је живјело 53.797 становника. Посједује регионалну шифру (AGS) 3158037, NUTS (DE91B) и LOCODE (DE WBL) код.

## Географски и демографски подаци
Волфенбител се налази у савезној држави Доња Саксонија у округу Волфенбител. Град се налази на надморској висини од 77 метара. Површина општине износи 78,5 km². У самом граду је, према процјени из 2010. године, живјело 53.797 становника. Просјечна густина становништва износи 685 становника/km².

## Међународна сарадња
| Мјесто          | Држава               | Врста сарадње | Од    |
| --------------- | -------------------- | ------------- | ----- |
| Ронда Кинон Таф | Уједињено Краљевство | контакт       | 1992. |
| Кашан           | Француска            | партнерство   | 1986. |
|                 | САД                  | партнерство   | 1991. |
| Наћвола         | Румунија             | партнерство   | 1974. |
| Севр            | Француска            | партнерство   | 1974. |
| Бријуз          | Француска            | партнерство   | 1965. |
| Извор           |                      |               |       |